# Ninco
Ninco er en spansk legetøjsvirksomhed og brand, som primært beskæftiger sig med modelbiler og racerbaner. 
Firmaet blev etableret af Eduard Nin og Eladio Cosculluela i Barcelona i 1993, med fokus på modeller i skala 1:32.